# Атака Граска
Атака Граска (англ. Attack of the Graske) — 14 минутная игра (интерактивный эпизод) фантастического сериала «Доктор Кто», вышедшая на BBC Red Button 25 декабря 2005 года одновременно с выходом специального выпуска Рождественское вторжение (англ. The Christmas Invasion). Эта игра была включена в DVD бокс-сет 2 сезона, а позже перенесена для игры на сайте BBC, где до сих пор доступна всем желающим. Данная игра стала эпизодом, в которой Девид Теннант появился 4 раз. Сценаристом данной игры стал Гарет Робертс, а режиссёром — Эшли Вей.

## Краткий обзор
Роза отдыхает в прошлом, а Доктор ловит Граска

## Сюжет
Пока Роза отдыхает в прошлом, Доктор получает сигнал бедствия с Земли. Игроки помогают Доктору узнать кто творит беспорядок на Земле — Граск. Доктор наблюдает за семьёй на рождество 2000-х, а позже перемещается на сто лет в прошлое и наблюдает за рождеством в 1883 году. Граск сбегает, но в конце игроки помогают Доктору справится с надоедливым Граском.

## Производство
Этот эпизод имел рабочее название Меняющийся мир. исполнительный продюсер Джули Гарднер сказала журналу «Доктор Кто», что мини-эпизод рассматривался как «полнокровная, сложная постановка» с новым инопланетным злодеем, новыми декорациями и новыми спецэффектами. Писатель Гарет Робертс продолжал писать эпизоды «вторжение в бане» (в соавторстве с Расселом Т Дэвис), месть Сливинов, пустая Планета, Прощай, Сара Джейн Смит (в соавторстве с Клэйтон Хикман), искушение Сары Джейн Смит, свадьба Сары Джейн Смит и всё, что случилось с Сарой Джейн? для Доктора Кто спин-офф The Sarah Jane Adventures, а также эпизоды «Доктор Кто» «код Шекспира», «Единорог и Оса», «Планета мёртвых» (в соавторстве с Дэвисом), «жилец», «время закрытия» и «сторож» (в соавторстве со Стивеном Моффатом).
Обратный отсчёт до начала сегмента использует дизайн, основанный на галлифрейском сценарии, замеченном в серии, и включает в себя как арабские цифры, так и галлифрейские цифры, используемые в новой серии Adventures. Обратный отсчёт, показанный для задач, является упрощённой версией этого, которая не включает в себя галлифрейские цифры.
В отличие от всех других эпизодов нового сериала, этот эпизод представлен в соотношении сторон 4:3.
Локационные съёмки проходили на угольной бирже и площади Маунт-Стюарт в Кардиффском заливе.

## Трансляция
В общей сложности 496 000 зрителей сыграли атаку Граска на службе Красной кнопки BBC. Эпизод был доступен снова после того, как в день Нового года повторилась передача Рождественское вторжение (англ. The Christmas Invasion). По состоянию на 30 марта 2006 года эта игра имела в среднем 41 000 просмотров каждую неделю на веб-сайте BBC Doctor Who.